# Püspökmolnári vasútállomás
Püspökmolnári vasútállomás egy Vas vármegyei vasútállomás, Püspökmolnári (korábban: Molnári, majd 1907-től: Rábamolnári) településen, a GYSEV üzemeltetésében. A község belterületének nyugati szélétől közel fél kilométerre nyugatra helyezkedik el, közúti elérését a 8701-es útból kiágazó 87 304-es számú mellékút biztosítja.

## Vasútvonalak
Az állomást az alábbi vasútvonalak érintik:
- Szombathely–Nagykanizsa-vasútvonal

A 19. században több terv is készült, melyek szerint Molnáriból Jánosházán keresztül Pápa, Győr irányába, illetve Somlóvásárhelyen keresztül Veszprém, Székesfehérvár irányába ment volna vasútvonal, de ezek nem valósultak meg. 1913-ban pedig felmerült, hogy Sárvártól Rum, Rábamolnári érintésével Körmendig épülne vasútvonal, de ez is csak terv maradt.

## Kapcsolódó állomások
A vasútállomáshoz az alábbi állomások vannak a legközelebb:
- Szentléránt megállóhely (Szombathely–Nagykanizsa-vasútvonal)
- Vasvár vasútállomás (Szombathely–Nagykanizsa-vasútvonal)

## Forgalom
| Járat               | Útvonal | Gyakoriság                             |
| ------------------- | --- | -------------------------------------- |
| személyvonat        | Szombathely – Gyöngyöshermán – Sorkifalud – Szentléránt – Püspökmolnári – Vasvár – Pácsony – Győrvár – Egervár-Vasboldogasszony – Zalaszentlőrinc – Zalaszentiván (– napi 4 pár tovább: Zalaegerszeg) | Napi 7 pár                             |
| személyvonat        | Zalaegerszeg → Zalaszentiván → Zalaszentlőrinc → Egervár-Vasboldogasszony → Győrvár → Pácsony → Vasvár → Püspökmolnári → Szentléránt → Sorkifalud → Gyöngyöshermán → Szombathely → Répcelak → Csorna → Győr | Szeptember 5-étől vasárnap 1 Győr felé |
| Pannónia InterRégió | Szombathely (– Gyöngyöshermán – Sorkifalud – Szentléránt) – Püspökmolnári – Vasvár (– Pácsony – Győrvár – Egervár-Vasboldogasszony – Zalaszentlőrinc) – Zalaszentiván (– Búcsúszentlászló – Zalaszentmihály-Pacsa – Pötréte – Gelse) – Nagykanizsa – Murakeresztúr (– Őrtilos) – Gyékényes – Berzence (– Somogyudvarhely – Bélavár – Vízvár) – Babócsa – Barcs – Darány – Szigetvár – Szentlőrinc – Pécs | 2 óránként                             |

## Híres szülött
A vasútállomás épületében született Prinz Gyula (1882-1973) földrajztudós, Ázsia-kutató felfedező, egyetemi tanár, akadémikus, 1952-től haláláig a Magyar Földrajzi Társaság örökös tiszteletbeli elnöke. Apja, Prinz József az akkor még Molnári nevet viselő vasútállomás állomásfőnöke volt. 1982-ben, születésének 100. évfordulóján emléktábla került Prinz Gyula szülőházára.